# Luigi Maria Palazzolo
Luigi Maria Palazzolo, Sd.P.I.P. (Bérgamo, 10 de diciembre de 1827 - Ibídem, 15 de junio de 1886) fue un sacerdote católico italiano. Fundó la comunidad femenina católica Hermanas de los Pobres, conocida también como Instituto Palazzolo.

## Culto
Fue beatificado por el Papa Juan XXIII en 1963.  El Papa Francisco confirmó un milagro que se le atribuyó el 28 de noviembre de 2019. La canonización se pospuso desde 2020 debido a la pandemia de COVID-19 hasta que se anunció el 9 de noviembre de 2021 que Francisco canonizaría a Palazzolo el 15 de mayo de 2022 y siendo canonizado finalmente ese día.
Su cuerpo descansa en la casa madre de su congregación. Es considerado como patrono de la Diócesis de Bérgamo, en Italia, y su fiesta litúrgica se celebra el 15 de junio, y el 22 de mayo a nivel local.